# Toltén
Toltén – rzeka w Chile w prowincji Cautín regionu Araukania. Ma 123 km długości, a powierzchnia dorzecza wynosi 8398 km². Głównymi dopływami są Allipén oraz Voipir.
Rzeka wypływa z jeziora Villarrica w mieście Villarrica. Płynie najpierw w kierunku północno–zachodnim do miasta Pitrufquén, następnie na zachód i w pobliżu Teodoro Schmidt skręca na południe. Uchodzi do Oceanu Spokojnego we wsi Caleta La Barra w gminie Toltén.
Przez Toltén przerzucony jest jeden most pieszy (w Villarrica), trzy drogowe (w Villarrica na drodze 199-CH, w Pitrufquén na drodze krajowej nr 5 i w Nueva Toltén) oraz jeden most kolejowy w Pitrufquén.
Historycznie rzeka stanowiła granicę pomiędzy terytoriami plemion Mapuche i Huilliche.